# Carme Pigem
Carme Pigem Barceló (* 8. dubna 1962, Olot) je španělská architektka a členka architektonické kanceláře RCR Arquitectes, se kterou spolu s Ramónem Vilaltou a Rafaelem Arandou získala Pritzkerovu cenu.

## Život
Spolu s Ramónem Vilaltou a Rafaelem Arandou vyrostla v Olotu. V letech 1977 až 1979 studovali na Škole výtvarných umění v Olotu. Později absolvovali architekturu na ETSA Vallés. Po ukončení studia se vrátili do Olotu a společně založili společnost RCR Arquitectes.

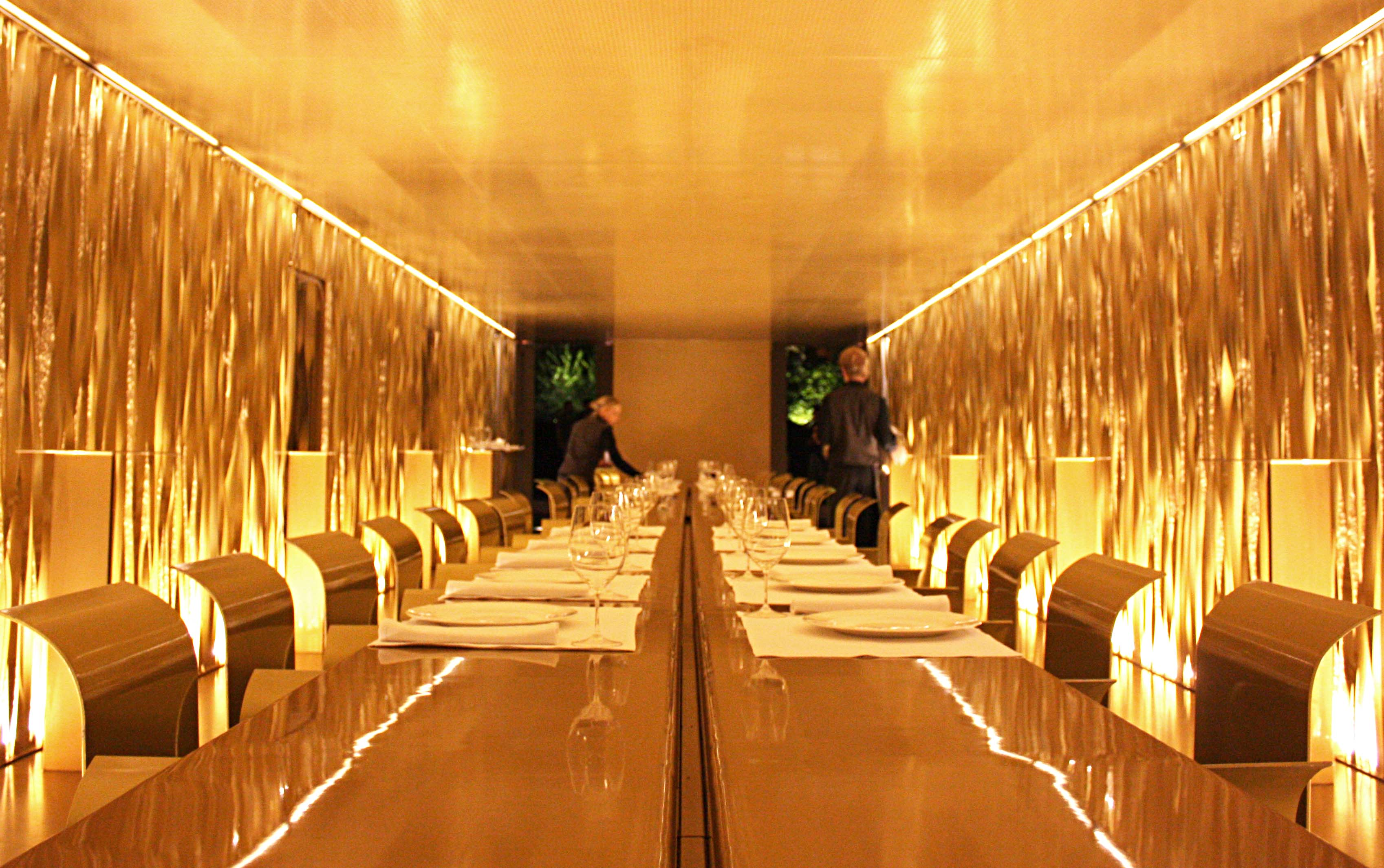
Restaurace Les Cols

V letech 90. letech 20. století působila jako profesorka architektonických projektů na ETSA Vallés, kde byla i členkou zkušební komise pro závěrečné zkoušky. Od roku 2005 působí jako hostující profesorka na katedře architektury na Technologickém institutu v Curychu (ETHZ) ve Švýcarsku.
V roce 2017 získala společně s Ramónem Vilaltou a Rafaelem Arandou Pritzkerovu cenu.
V červnu 2020 podepsala spolu s dalšími architekty, šéfkuchaři, nositeli Nobelovy ceny za ekonomii a vedoucími představiteli mezinárodních organizací výzvu ve prospěch fialové ekonomiky, která byla zveřejněna v denících Corriere della Sera, El País a Le Monde.